# Grișa Gherghei
Grișa Gherghei (numele la nastere: Hers Segal) (n. 30 noiembrie 1936, Galați - d. 28 octombrie 2014) a fost un scriitor român de origine evreiasca, contemporan. A debutat în 1956, în paginile de cultură ale ziarului "Viața nouă" din orașul natal Galați. În 1960 devine membru fondator al revistei culturale "Pagini Dunărene" și începe să publice versuri în reviste literare centrale, precum "Luceafărul", "Contemporanul" sau "Viața studențească". Debutează în volum în 1968, în "Colecția Luceafărul" a Editurii pentru Literatură, cu "Nici o tangentă la inimă". În perioada 1995-1996, a fost colaborator al ziarului ZIUA și a editat Ziua Artelor. În 2005 primește premiul "Opera Omnia".

## Volume publicate
- Nici o tangentă la inimă, Editura pentru Literatură, București, 1968 (copertă de Lazăr Agneta)
- Înmulțirea cu unu, Editura pentru Literatură, București, 1969
- Armuri, Editura Cartea Românească, București, 1970 (copertă de Aurelu Bulacu)
- Pragul de sus, Editura Eminescu, București, 1979
- Urma, Editura Eminescu, București, 1982
- Șirul indian, Editura Eminescu, București, 1991
- O cafea sub un cearcăn, Editura Eminescu, București, 1997 (antologie prefațată de Dan Cristea și cu ilustrații de Constantin Mihăilescu și copertă de Daniel Nicolescu)
- Culisele Raiului, Editura Asociația Scriitorilor din București, 2000
- Boemi sub dictatură, Editura Fundației PRO, București, 2002 (proză)
- Cartea somnului, Editura Azero, București, 2005 (copertă de Tudor Jebeleanu)
- Maxime cu zecimale, Editura SemnE, București, 2008